# Xã Hamburg, Michigan
Xã Hamburg (tiếng Anh: Hamburg Township) là một xã thuộc quận Livingston, tiểu bang Michigan, Hoa Kỳ. Năm 2010, dân số của xã này là 21.165 người.